# دامغان
دامغان هي مدينة إيرانية تقع في محافظة سمنان. وهي مدينة قديمة تقع على بعد حوالي 334 كم شمال شرق طهران. هذه المدينة هي إحدى أقدم المدن البارثية في إيران، عاصمة بارثية في إيران خلال الإمبراطورية البارثية. وتضم العديد من الآثار القديمة والتاريخية. تقع مدينة دمغان على الطريق 44.

## السكان
يبلغ عدد سكانها 57,331 حسب إحصاء عام 2006 م.

## الموقع
تقع مدينة دامغان إلى الجنوب من بحر قزوين في شمال إيران.

## النشاط الاقتصادي للسكان
دامغان مدينة خصبة التربة مياهها غزيرة لذا يعمل سكانها بزراعة الخضار والفواكه وخاصة التفاح لذا فهي كثيرة الخيرات، كما يعمل السكان برعي وبتربية الماشية والصناعات التقليدية والحرف اليدوية، إضافة على صناعة السجاد العجمي والبسط بأنواعها المختلفة والمتعددة، وشهدت المدينة تطوراً واضحاً في الفترة الأخيرة وخاصة في نهاية القرن الحادي والعشرين إذ تم شق الطرق وتعبيدها وبناء العمارات والفنادق والمصارف التجارية والمراكز العلمية وفتح المدارس والمراكز والمعاهد العلمية ومدينة دامغان تعتبر من كبريات مدن إيران الكبرى لما لها من أهمية اقتصادية وتجارية في شمال إيران

## أهم معالمها الأثرية
تشتهر دامغان بمساجدها القديمة والتي تم تشييدها في القرن الخامس الهجري عندما انتشر الإسلام فيها وكانت منار علم ومعرفة للمسلمين في إيران، كما تشتهر بطابعها الإسلامي وخاصة البناء على الطراز الإسلامي.

### ينبوع علي
يعود تاريخ "ینبوع علي" إلى العصور التيمورية والصفوية والقاجارية. وقد تم تسجيل هذا النصب في 15 مايو 1969 برقم التسجيل 830 كأحد المعالم الوطنية الإيرانية.

### تل حصار
تل حصار دامغان أحد أهم المواقع التراثية في إيران القديمة، ويقع على ضفاف الجزء الجنوبي من هذه المدينة. تم اكتشاف هذه المنطقة القديمة لأول مرة بعد أعمال الحفر والأبحاث التي أجراها إريش فريدريش اشميدت. وفقًا للمعلومات التي تم الحصول عليها، فإن القطع الأثرية المكتشفة في هذا المكان تعود إلى حوالي 2000 إلى 2200 قبل الميلاد 

## أعلام
- حسين أميرعبد اللهيان
- محمد خان القاجاري
- فتح علي شاه
- شاهرخ ميرزا
- عباس الثاني الصفوي